# Oligobrycon microstomus
Oligobrycon microstomus är en fiskart som beskrevs av Eigenmann, 1915. Oligobrycon microstomus ingår i släktet Oligobrycon och familjen Characidae. Inga underarter finns listade i Catalogue of Life.